# Megalagrion koelense
Megalagrion koelense – gatunek ważki z rodziny łątkowatych (Coenagrionidae). Endemit Hawajów.